# Spandau - O Diário Secreto
Spandau - O Diário Secreto foi um livro lançado em 1976, escrito pelo arquiteto Albert Speer. No livro, Speer faz revelações sobre os acontecimentos durante sua pena na prisão de Spandau. Também traz histórias sobre o Terceiro Reich e sua relação com Adolf Hitler.